# Rhantus consimilis
Rhantus consimilis är en skalbaggsart som beskrevs av Victor Ivanovitsch Motschulsky 1859. Rhantus consimilis ingår i släktet Rhantus och familjen dykare. Inga underarter finns listade i Catalogue of Life.